# 523 TCN
523 TCN là một năm trong lịch La Mã.